# They Can't Take That Away from Me
They Can't Take That Away from Me is een lied van George Gershwin uit de musical 'Shall We Dance' van 1937 op tekst van Ira Gershwin. Het lied werd het eerst uitgevoerd door Fred Astaire en Ginger Rogers. Het lied is een jazzstandard geworden.
Er zijn inmiddels een kleine 800 vertolkingen van het nummer.

## Achtergrond
Fred Astaire en Ginder Rogers zingen het lied op de veerpont naar Hoboken.
'They Can't Take That Away from Me' was genomineerd voor een Oscar in de categorie "Best Original Song". Slechts twee andere nummers van Ira Gershwin zijn ooit genomineerd geweest: 'Long Ago and Far Away' uit 'Cover Girl' (1944) van Jerome Kern en 'The Man That Got Away' uit 'A Star Is Born' (1954) van Harold Arlen. De drie liederen hebben twee dingen gemeen: Ze werden niet verzilverd en ze hebben alle drie het woord “away” in de titel.

## Kenmerken muziek
Het lied heeft de liedvorm (intro) A-A-B-A. Het tempo is moderato met als extra aanduiding "Lightly, and with feeling".
De toonsoort is Es majeur en de maatsoort een alla breve.
De eerste acht maten (A-gedeelte) van het lied gaan als volgt:

## Vertolkers (selectie)[2]
- Ella Fitzgerald
- Stacey Kent
- José James
- Willie Nelson
- Ray Conniff
- Sonny Rollins
- Ruud Jacobs
- Han Bennink
- Dick Hyman
- Mary Mayo
- Louis Armstrong
- Gloria Estefan
- Ron Carter
- Payton Crossley
- Rolando Morales-Matos
- Renee Rosnes
- Vitoria Maldonado
- Caterina Valente
- Robbie Williams
- Eliane Elias
- Oscar Castro Neves
- Marc Johnson
- Paulo Braga
- James Clay
- David Newman
- Wynton Kelly
- Sam Jones
- Art Taylor
- Frank Sinatra
- John Coltrane
- Donald Byrd
- Red Garland
- Matt Dusk
- Florence K
- Diana Krall
- Russell Malone
- Christian McBride
- Greetje Kauffeld
- Ruud Brink
- Peter Nieuwerf
- Anita O’Day
- Oscar Peterson
- Herb Ellis
- Ray Brown
- John Poole
- Tony Bennett
- Trijntje Oosterhuis
- Rod Stewart
- Rob Agerbeek
- Harry Emmery
- Jo Krause
- Alma Cogan
- Natalie Cole
- Duke Robillard
- Mark Teixeira
- Brad Hallen
- Billy Holiday
- Mary Lou Williams
- Piet Noordijk
- Peter Washington
- Kenny Washington
- Ray Charles
- Patti Austin
- Rita Reys
- Joe Albany
- Brian Wilson
- Sammy Rimington
- Chester Jones
- James prevost
- Emanuel Sayles
- Jeanette Kimball
- Baby Face Willette
- Ben Dixon
- Grant Green
- Lisa Stansfield
- Kim Hoorweg
- Erroll Garner
- Frans de Wijs
- John Pizzarelli
- Ray Kennedy
- Martin Pizzarelli
- Hal McKusick
- Soesja Citroen
- Metropole Orkest
- Smoke City
- Pat Boone
- David Snell
- Della Reese
- Sarah Vaughan
- Van Morrison
- Cheryl Bentyne
- Mel Tormé
- Stanley Turrentine
- Wendell Marshall
- Hank Jones
- Wade Legge
- Lucky Thompson
- Uri Caine
- Barbara Walker
- Chris Speed
- Mark Helias
- Theo Bleckmann
- Jim Black
- Ralph Alessi
- Joe Bushkin
- Ed Shaughnessy
- Milt Hinton
- Chuck Wayne
- Klaus Wunderlich
- Swing Progress
- Carmen McRae
- Brook Benton
- Hans Zimmer
- Perry Como
- Peter Nero
- Peggy Lee
- Jim Hall
- Jimmy Miller
- Jimmy Bond
- Paul Bryant
- Walter Perkins
- Bob Cranshaw
- Billy Taylor
- Menno Daams
- Beatrice van der Poel
- Zoot Sims
- Ray Conniff
- Helga Plankensteiner
- Nelide Bandello
- Michael Lösch
- Enrico Terranoli
- Gerhard Gschlössl
- Matthias Schriefl
- Julie London
- Jimmy Dorsey
- Joe Albany
- Duke Jordan
- Al Caiola
- John Hicks
- Morgana King
- Dizzy Gillespie
- Buddy DeFranco
- Joe Newman
- Blossom Dearie
- Joe Pass
- Charlie Parker
- Ilse Huizinga
- Erik Van der Luijt
- Erroll Garner
- Count Basie
- Pat Bowie
- Charles McPherson
- Tommy Flanagan
- Al Hall
- Osie Johnson
- NDR Pops Orchestra
- Taco
- Martin Taylor
- The Jeans Company
- Tal Farlow
- Tex Beneke
- Glenn Douglas
- Peggy Lee
- Milt Jackson
- Roland Hanna
- Ahmad Jamal
- Diane Schuur
- Nat King Cole
- Julie London
- Rosemary Clooney
- Artie Shaw
- Ratpack
- John Coltrane
- Shirley Bassey
- Sam Cooke
- Hal Mooney
- Lester Young
- Stephane Grappelli
- Art Tatum
- Bing Crosby